# NGC 1269
NGC 1269 es una galaxia espiral barrada localizada en la constelación de Eridanus. Tiene doble entrada en el Nuevo Catálogo General, por ello tanto NGC 1269 como NGC 1291 se refieren a ella.

## Descripción física
Es una galaxia espiral barrada de grandes dimensiones en un estadio evolutivo joven (SBa).
Tiene un núcleo con un alto brillo superficial rodeado por un anillo difuso. Este patrón poco común es visto también en otras galaxias como NGC 1543, NGC 2217, NGC 5101, NGC 5701 entre otras.